# Paul Michael Robinson
Paul Michael Robinson (ur. 7 kwietnia 1963 w Long Beach) − amerykański aktor filmowy i telewizyjny, producent filmowy, fotograf i model.

## Życiorys

### Wczesne lata
Urodził się w Long Beach w stanie Kalifornia. Służył w Armii Stanów Zjednoczonych i stacjonował w Fort Stewart, w stanie Georgia. Był w trzecim batalionie, piętnastej piechoty specjalizującej się w komunikacji. Uczestniczył w I wojnie w Zatoce Perskiej. Po służbie wojskowej rozpoczął karierę w branży filmowej.

### Kariera
Wystąpił w czterech filmach Freda Olena Raya: Namiętna zemsta (Friend of the Family II, 1996), Maksymalna ochrona (Maximum Revenge, 1997), Prorok (The Prophet, 1999) u boku Dona „The Dragona” Wilsona i Stacja kosmiczna 'Avna' (Stranded, 2001) z udziałem Michaela Dudikoffa i Ice'a-T, z którym ponownie spotkał się na planie dreszczowca erotycznego Gry łóżkowe (Kept, 2001) z główną rolą Christiana Olivera.
Zagrał kapitana w dramacie erotycznym Emmanuelle w kosmosie (Emmanuelle in Space, 1994) z Kristą Allen.

## Filmografia

### Filmy fabularne
- 1995: Justyna:  (Justine: Exotic Liaisons) jako Saul
- 1995: Justyna: Miłostka (Justine: A Private Affair) jako Klauss Heinmann
- 1996: W liniach (Within the Lines)
- 1996: Justyna: Powab niewinności (Justine: Seduction of Innocence) jako Alan Pope/Klauss Heinmann/Saul
- 1996: Justyna: W gorączce pasji (Justine: In the Heat of Passion) jako Klauss Heinmann
- 1996: Namiętna zemsta (Friend of the Family II) jako Alex Madison
- 1997: Fight and Revenge jako szeregowy Michael Stahl
- 1997: Maksymalna ochrona (Maximum Revenge) jako Mace Richter
- 1999: Tajna broń (Active Stealth) jako porucznik „Hollywood” Andrews
- 1999: Prorok (The Prophet) jako Łowca
- 1998: Bejsbolo-kosz (BASEketball) jako Mim
- 2000: Wietnamski eksperyment (The Chaos Factor) jako patrolujący oficer
- 2001: Stacja kosmiczna 'Avna' (Stranded)
- 2001: Utrzymanek (Kept) jako Tony
- 2005: Drzewa rosną wysoko i potem one spadają (Trees Grow Tall and Then They Fall) jako Roy
- 2007: Wojownicze żółwie ninja (TMNT) – dubbing
- 2007: Wampirowo (Revamped) jako detektyw Peters
- 2007: Szef, serce i piłki... lub dlaczego dałem w górę palący garnek (Head, Heart and Balls... or Why I Gave Up Smoking Pot) jako narrator

### Filmy TV
- 1994: Emmanuelle: Pierwszy kontakt (Emmanuelle: First Contact) jako kapitan Haffron Williams
- 1994: Emmanuelle, królowa galaktyki (Emmanuelle, Queen of the Galax) jako kapitan Haffron Williams
- 1994: Emmanuelle: Lekcja miłości (Emmanuelle 3: A Lesson In Love) jako kapitan Haffron Williams
- 1994: Emmanuelle: Skrywane fantazje (Emmanuelle 4: Concealed Fantasy) jako kapitan Haffron Williams
- 1994: Emmanuelle: Czas na marzenia (Emmanuelle 5: A Time to Dream) jako kapitan Haffron Williams
- 1994: Emmanuelle: Ostatnie rozkosze (Emmanuelle 6: One Final Fling) jako kapitan Haffron Williams
- 1994: Emmanuelle: Czym jest miłość? (Emmanuelle 7: The Meaning of Love) jako kapitan Haffron Williams

### Seriale TV
- 1996: Wina (The Guilt) jako Carl O’Donnell
- 1997: Sabrina, nastoletnia czarownica (Sabrina, the Teenage Witch) jako Zak